# Hurlburt Field

i7
i11
i13
Das Hurlburt Field (ICAO-Code: KHRT, FAA-LID: HRT) ist ein Militärflugplatz der United States Air Force (USAF) im Okaloosa County im US-Bundesstaat Florida. Er liegt westlich der Stadt Mary Esther, auf dem Gebiet der Eglin Air Force Base Reservation. Früher gehörte Hurlburt Field als Field No. 9 zur Eglin AFB. Die gesamte Basis hat eine Größe von 27 km² und beschäftigt fast 8000 Militärangehörige. Im United States Census 2020 wurden für den Hurlburt Field Census-designated place 2.176 Einwohner gezählt.
Hurlburt Field ist die Heimat des Air Force Special Operations Command und des 1st Special Operations Wing. Das Geschwader unterstützt mit seinen Einheiten Spezialeinsätze für alle Major Commands. Die dem Wing unterstellte 1st Special Operations Group hat über 1400 Angehörige und unterteilt sich in acht Staffeln: 4th Special Operations Squadron mit AC-130U Spooky Gunship, 8th Special Operations Squadron mit CV-22 Osprey, 15th Special Operations Squadron mit MC-130H Combat Talon II, 34th Special Operations Squadron und 319th Special Operations Squadron mit U-28A als fliegende Einheiten sowie die 1st Special Operations Support Squadron, 23rd Weather Squadron, 1st Special Operations Group, Detachment 1 und die 11th Intelligence Squadron zur Unterstützung. Das Naval Special Warfare Center (NSWC) unterhält eine Ausbildungseinheit (Combat Training Range Detachment) der Navy SEALs auf dem Stützpunkt.
Das Gelände wurde nach First Lieutenant Donald Wilson Hurlburt benannt, der 1943 bei einem Flugzeugabsturz auf dem Gelände starb.